# Nicolas-Louis de Lacaille
Nicolas-Louis de Lacaille (n. 15 martie 1713, Rumigny, Ardennes — d. 21 martie 1762, Paris) a fost un preot, astronom, matematician și fizician francez.
A propus denumirea folosită în prezent pentru Cometa Halley.

## Biografie

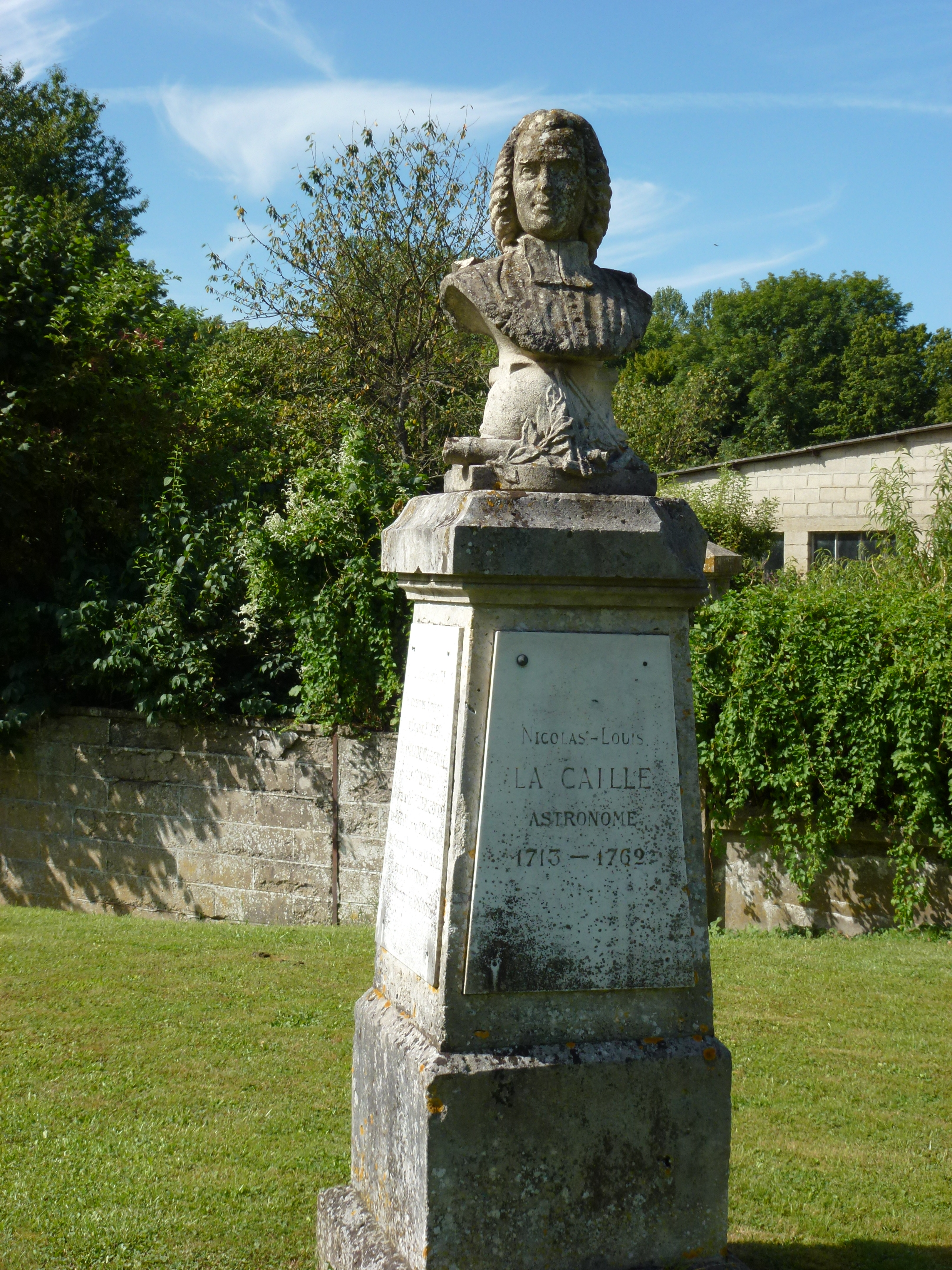
Rumigny: bust al lui Lacaille.

A făcut studii umaniste la colegiul iezuit de la Mantes apoi, începând din 1729, retorica la colegiul Lisieux, la Paris. După trei ani de studii teologice la colegiul din Navarra, a devenit maestru în arte și bacalaureat în teologie.
În 1736 a devenit elev al astronomului Cassini; a efectuat primele observații astronomice în mai 1737. În mai 1738, împreună cu Giovanni Domenico Maraldi, a efectuat o lungă campanie de releveuri ale coastei Atlanticului, între Nantes și Bayonne. În iulie 1739 a participat cu Cassini de Thury la măsurarea meridianului în Pirinei, pornind de la Perpignan.
Profesor de matematici la Colegiul Mazarin în noiembrie 1739, a intrat la Academia de Științe la 8 mai 1741 ca adjunct și a devenit asociat în 1745.
A efectuat o lungă misiune în Emisfera australă, din octombrie 1750 până în iunie 1754, unde a fost trimis să măsoare arcul meridianului. A făcut puține observații în domeniul istoriei naturale, dar s-a întors cu o colecție considerabilă, îndeosebi de păsări, folosită îndeosebi Mathurin Jacques Brisson (1723-1806).
După ce a construit un observator astronomic în Africa de Sud la Cape Town, a efectuat un număr impresionant de observații astronomice. Și-a încheiat șederea australă la Île-de-France, apoi la Insula Bourbon, astăzi respectiv Insulele Mauritius și La Réunion, din ianuarie 1753 până în februarie 1754, perioadă în care a efectuat un releveu geodezic al Île-de-France.
A fost membru al Academiilor din Berlin, Stockholm, Bologna și Göttingen; a devenit membru al Royal Society la 17 ianuarie 1760.

## Lucrări
A denumit 14 din cele 88 de constelații moderne și a redenumit o alta: Musca (în latină: Musca, cu abrevierea: Mus). Se află în apropiere de constelația Crucea Sudului (Crux, Cru).
Raționalismul său științific l-a condus să denumească cele 14 constelații astfel:
- Mașina Pneumatică, Antlia, Ant
- Dalta, Caelum, Cae
- Compasul, Circinus, Cir
- Cuptorul, Fornax, For
- Orologiul, Horologium, Hor
- Platoul, Mensa, Men (de la numele unui munte situat în apropiere de Cap Town)
- Microscopul, Microscopium, Mic
- Echerul, Norma, Nor
- Octantul, Octans, Oct
- Pictorul, Pictor, Pic
- Busola, Pyxis, Pyx
- Reticulul, Reticulum, Ret
- Sculptorul, Sculptor, Scl
- Telescopul, Telescopium, Tel

A decupat  foarte întinsa constelație Nava Argo pentru a crea trei alte constelații, Carena, Pupa  și Velele.
A suprimat și o constelație mică, Stejarul lui Carol (în latină: Robur Carolinum), inventată de Edmund Halley în 1677, și situată în apropierea Navei Argo.
La revenirea în Franța, a participat la verificarea bazei stabilite de Jean Picard, cu aproape un secol înainte, pentru măsura lungimii meridianului terestru în 1756.

## Publicații
- Leçons d'astronomie (Paris 1746; reeditată de Jerôme de Lalande, Paris 1780)
- Éphémérides des mouvements célestes depuis 1745–75 (Paris 1745–63, continuată de Lalande)
- Astronomiae fundamenta (Paris 1757), care conține un catalog de 398 de stele, reeditat de F. Baily (Memoirs Roy. Astr. Society, v. 93
- Observations faites au cap de Bonne-Espérance (Paris 1763)
- Coelum australe stelliferum (editată de Jean-Dominique Maraldi, Paris 1763)
- Observations sur 515 étoiles du zodiaque (editată de Jean Sylvain Bailly, în tomul VI al Ephémérides, Paris 1763)
- Leçons élémentaires de Mathématiques (1741), fréquemment réimprimé
- Leçons élémentaires de Mécanique (1743), &c.
- Leçons élémentaires d'Astronomie (1746), 4e édition augmentée par Lalande (1779)
- Leçons élémentaires d'Optique (1750), &c.
- Tables solaires (Paris 1758)
- Tables de logarithmes (Paris 1760)
- Calculele eclipselor făcute de Lacaille însuși, inserate în L'Art de vérifier les dates al istoricului benedictin Charles Clémencet (1750)
- A comunicat Academiei, în 1755, un catalog de patruzeci și două de nebuloase din Sud, și a dat în tomul al II-lea al Éphémérides (1755) reguli practice pentru folosirea metodei lunare a longitudinilor, propusă în suplimentele la Éphémérides (1755) al lui Pierre Bouguer, modelul almanahului nautic.

## Onoruri
Mai multe corpuri cerești au fost denumite în onoarea sa:
- steaua Lacaille 87;
- pitica roșie Lacaille 8760;
- asteroidul 9135 Lacaille;
- pitica roșie Lacaille 9352;
- Craterul lunar La Caille.

În afară de acestea, pentru contribuția sa la studierea cerului din Emisfera sudică, un telescop cu oglinda principală având diametrul de 60 de centimetri, construit pe insula La Réunion va primi numele de telescopul Lacaille.
O stradă din arondismentul al 17-lea din Paris a primit numele rue Lacaille, în anul 1883.

## Galerie de imagini

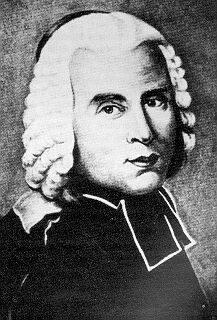
Nicolas Louis de Lacaille
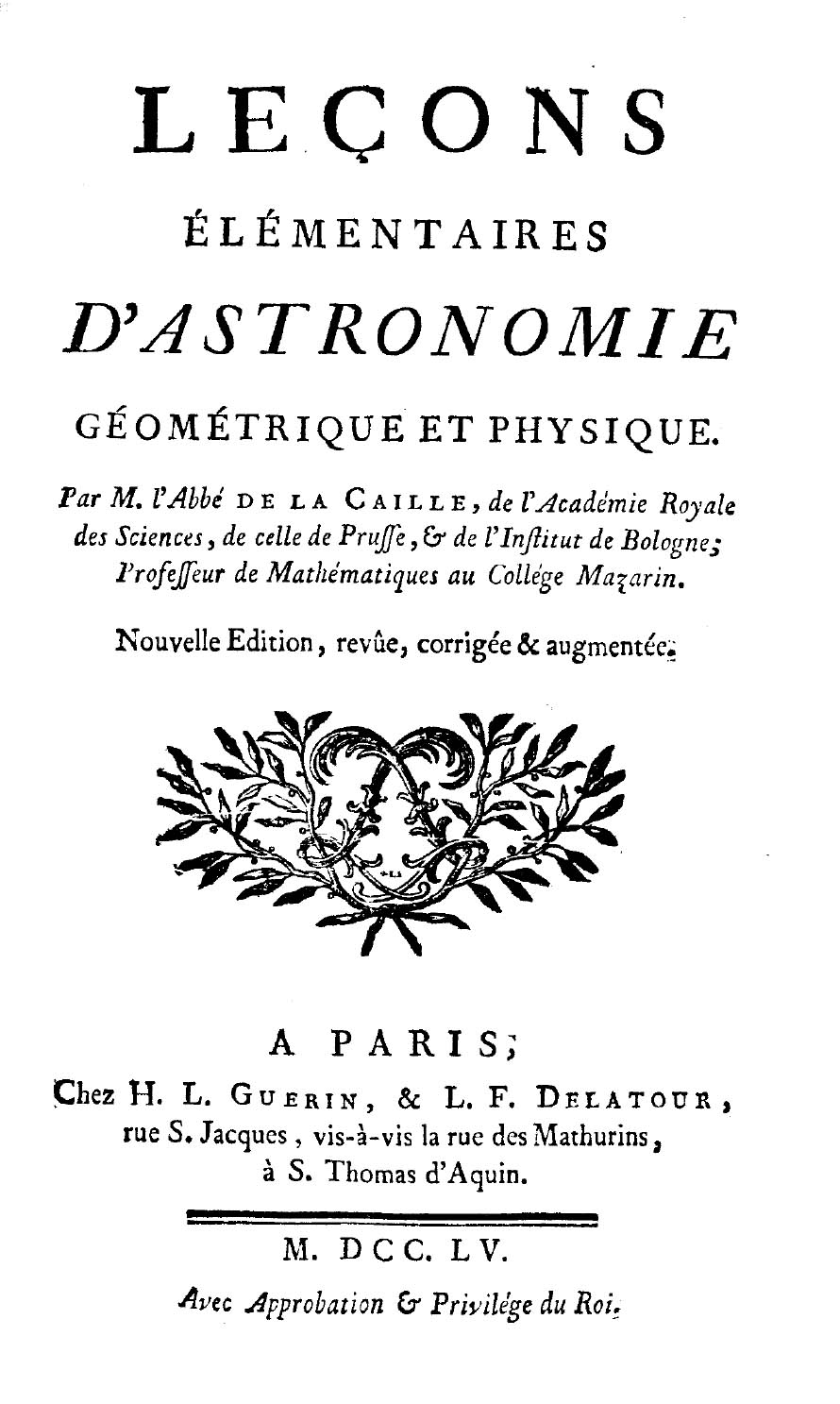
Leçons elementaires d'astronomie géométrique et physique, 1755
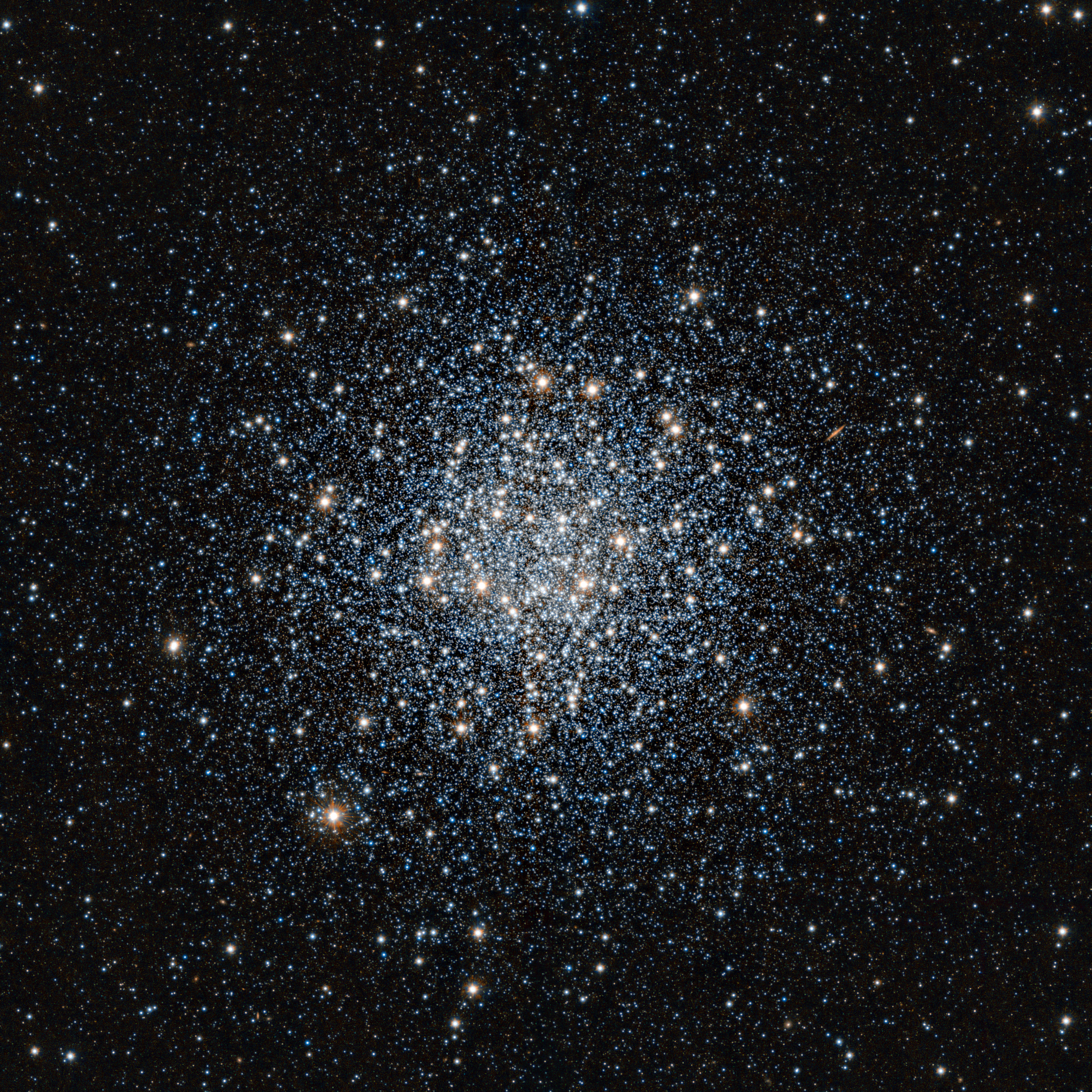
Messier 55 este roiul globular descoperit de Nicolas-Louis de Lacaille, la 16 iunie 1752.